# Marchantia
Marchantia è un genere di epatiche della famiglia Marchantiaceae e dell'ordine Marchantiales. Il genere prese il nome dal botanico francese Jean Marchant, che diede il nome in onore di suo padre.

## Descrizione
Il tallo della Marchantia mostra una differenza in due strati: uno strato fotosintetico superiore con un'epidermide superiore ben definita e dotata di pori, e uno strato di riserva inferiore. Il tallo presenta piccole strutture a forma di coppa, chiamate gemme, contenenti gemme, piccoli pezzi di tessuto utilizzati per la riproduzione asessuata. La combinazione dei pori a forma di barile e la forma circolare delle coppe gemma sono tipiche del genere.
Sulla superficie ventrale del tallo sono presenti squame multicellulari di colore viola con spessore monocellulare e rizoidi unicellulari.

## Tassonomia

### Specie
- Marchantia alpestris
- Marchantia aquatica
- Marchantia berteroana
- Marchantia carrii
- Marchantia chenopoda
- Marchantia debilis
- Marchantia domingenis
- Marchantia emarginata
- Marchantia foliacia
- Marchantia grossibarba
- Marchantia inflexa
- Marchantia linearis
- Marchantia macropora
- Marchantia novoguineensis
- Marchantia paleacea
- Marchantia palmata
- Marchantia papillata
- Marchantia pappeana
- Marchantia polymorpha (o  M. aquatica)
- Marchantia quadrata  (o  P. quadrata)
- Marchantia rubribarba
- Marchantia solomonensis
- Marchantia streimannii
- Marchantia subgeminata
- Marchantia vitiensis
- Marchantia wallisii
- Marchantia nepalensis